# George Yonashiro
George Yonashiro (与那城 ジョージ, Yonashiro George) é um ex-futebolista japonês. Yonashiro é nascido no Brasil, mas já foi convocado pela Seleção Japonesa de Futebol.